# Diano d’Alba
Diano d’Alba – miejscowość i gmina we Włoszech, w regionie Piemont, w prowincji Cuneo.
Według danych na rok 2004 gminę zamieszkiwało 2981 osób, 175,4 os./km².